# 温斯特鲁特-海尼希县
温斯特鲁特-海尼希县（Unstrut-Hainich-Kreis）是德国图林根州西北部的一个县，得名于温斯特鲁特河和海尼希山，县治米尔豪森。

## 地理
温斯特鲁特-海尼希县东北面与基夫霍伊瑟县，东面与瑟默达县，东南面与哥达县，西南面与瓦特堡县，西面与黑森州的威拉-迈斯讷县，西北面与艾希斯费尔德县相邻。